# Dypsidinae
Dypsidinae Becc. è una sottotribù di piante della famiglia delle Arecacee (sottofamiglia Arecoideae,
tribù Areceae).

## Tassonomia
La sottotribù comprende i seguenti generi:
- Dypsis Noronha ex Mart. (171 spp.)
- Lemurophoenix J.Dransf. (2 spp.)
- Marojejya Humbert (2 spp.)
- Masoala  Jum. (2 spp.)

## Distribuzione e habita
Il genere Dypsis, il più numeroso della sottotribù, è diffuso nell'isola di Pemba (Tanzania), nelle isole Comore ed in Madagascar. Lemurophoenix, Marojejya e Masoala sono endemici del Madagascar.